# Obraz (film, 2011)
Obraz (v originále Le Tableau) je francouzský animovaný film z roku 2011, který režíroval Jean-François Laguionie. Kombinuje dvourozměrné animační sekvence nebo 2D počítačem generované obrázky s reálnými záběry. Snímek měl světovou premiéru na filmovém festivalu v Paříži dne 1. listopadu 2011.

## Děj
Film vypráví dobrodružství několika postav z nedokončeného obrazu, které opustí svůj obraz a vydají se hledat svého malíře, aby se jejich život mohl vrátit do běžných kolejí.

## Ocenění
- César: nominace na nejlepší animovaný film (Jean-François Laguionie)
- Mezinárodní festival filmů pro děti v Chicagu: nejlepší hudba (Pascal Le Pennec)